# Viișoara (Teleorman)
Viişoara é uma comuna romena localizada no distrito de Teleorman, na região de Muntênia. A comuna possui uma área de 66.48 km² e sua população era de 2064 habitantes segundo o censo de 2007.